# Xenophrys zhangi
Xenophrys zhangi är en groddjursart som först beskrevs av Ye och Fei 1992.  Xenophrys zhangi ingår i släktet Xenophrys och familjen Megophryidae. IUCN kategoriserar arten globalt som otillräckligt studerad. Inga underarter finns listade i Catalogue of Life.